# Vlajka Ohia

Ohijská vlajka
Poměr stran: 8:13

Vlajka Ohia (anglicky „Ohio Burgee“), jednoho z federálních států USA, je jedinou v USA a jednou z mála na světě, která nemá obdélníkový tvar.
Vlajka tvořena osově souměrným nekonvexním pětiúhelníkem a poměr stran vlajky je 8:13. Od žerdi vybíhá modrý klín, ve vlající části se nachází pět pruhů (tři červené a dva bílé). V modrém trojúhelníku se nachází bílý kruh s červeným středem a sedmnáct hvězd.
Nezvyklý tvar „vlaštovčího ocasu“ je inspirován vlajkou ohijské kavalérie za občanské války. Modrý klín symbolizuje místní kopce a údolí (Appalačské pohoří), Pruhy představují pozemní a vodní cesty, počet připomíná pět států původního Severozápadního teritoria. Bílý kruh s červeným středem představuje jak počáteční písmeno „O" názvu státu, tak plod jírovce lysého (anglicky „buckeye“, srnčí oko), který je také státním symbolem. Sedmnáct hvězd je na vlajce na paměť toho, že Ohio bylo v roce 1803 sedmnáctým státem přijatým do Unie. 
Po spuštění se vlajka skládá v sedmnácti krocích, což vyžaduje spolupráci dvou lidí.

Skládání vlajky v 17 krocích

## Historie
Vlajka byla přijata 9. května 1902 a jejím autorem je clevelandský architekt John Eisenmann (1851–1924).

## Guvernérská vlajka
Guvernérská vlajka obsahuje Velkou pečeť Ohia obklopenou kruhem třinácti bílých hvězd na jasně červeném poli. Stejně jako státní vlajka má celkově hvězd 17, protože v každém z rohů je další bílá pěticípá hvězda.

Vlajka ohijského guvernéra Poměr stran: 5:8